# Орган Гаммонда

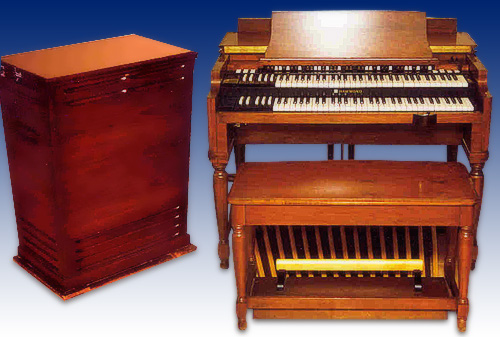
Класичний орган Гаммонда.

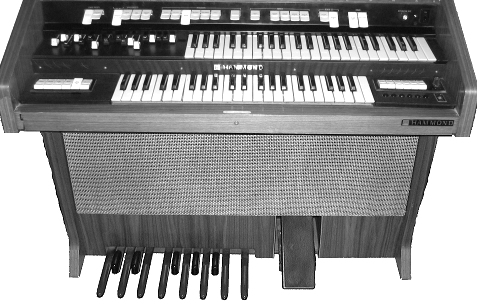
Сучасний орган Гаммонда TR 200.

Орга́н Гаммонда, також відомий як орга́н Хаммонда — електричний орган, який спроєктував і побудував Лоуренс Гаммонд у квітні 1935 року. Початково органи Гаммонда продавали церквам як недорогу альтернативу трубним органам, але інструмент часто використовували у блюзі і джазі, а крім того в рок-н-роллі (1960-і й 1970-і) і госпелі. Широку популярність орган Гаммонда знайшов у військових ансамблях під час другої світової війни, а також і в післявоєнні роки.

Тонове колесо, що обертається перед електромагнітним звукознімачем, що призводить до виникнення електричних коливань

Для імітації звуків трубочного органа, що має ряди труб у безлічі регістрів, в органі Гаммонда був використаний адитивний синтез звукового сигналу з гармонічного ряду. Це технологічне рішення нагадує ранні моделі «телармоніума» Фаддея Кахілла, де кожен окремий сигнал створювався механічним фонічним колесом, що оберталося під електромагнітним звукознімачем. Орган Гаммонда часто називають електронним органом, що, у принципі, не зовсім правильно. У точному значенні, орган Гаммонда варто називати електричним органом, тому що звук в оригінальних інструментах генерується не електронним осцилятором, а механічним фонічним колесом.
Характерною рисою органів Гаммонда були невеликі важільці, за допомогою яких можна було по різному мікшувати різні форми сигналу. Пізніші моделі інструментів мали також електромеханічне вібрато. Характерний «щиглик», що спершу скоріше був недоліком конструкції, швидко став частиною фірмового звуку Органа Гаммонда. Ця особливість ураховується при створенні сучасних копій оригінальних інструментів. При цьому точна імітація звуку органа Гаммонда на основі електронних схем досить складна, тому що в такий спосіб ледве вдається точно відтворити зміни фазового співвідношення між фонічними колесами.
Динаміки Леслі широко використовувалися в органах Гаммонда, хоча фірма «Leslie» була серйозним конкурентом Гаммонда. Динаміки «Leslie» мали обертовий компонент для створення ефекту вібрато й незабаром стали стандартом де-факто для органів Гаммонда, тому що саме вони створювали типовий рикаючий звук.
Модель B-3 завжди була й залишається найпопулярнішою моделлю, хоча C-3 відрізняється лише деталями зовнішнього вигляду. Умовно «Гаммондові органи» можна розділити на дві групи:
1. моделі з пультом, такі як B-3, C-3, A-100, що мають два 61-клавішних мануали;
2. невеликі моделі, такі як L-100 й M-100, у яких два 44-клавішних мануали.

У більшості «Гаммондових органів» не було повного педального блоку «AGO», що значно збільшував вартість і розміри інструмента.
Варто зауважити, що не всі «Гаммондові органи» мали описану вище конструкцію. Конструкція з важільцями й фонічними колесами вважається оригінальною. Фірма «Гаммонд» випускала також і деякі дешевші моделі на основі електронних схем, такі як, приміром, модель J100. Проте, у цих моделей немає оригінального й характерного звуку «Гаммондових органів».
Сучасні технології цифрової обробки сигналів й семплування дозволяють досить точно відтворити оригінальний звук інструментів Гаммонда. Існує також ряд електронних органів і синтезаторів, які якісно емулюють орган Гаммонда. Проте виконавці цінують оригінальні електромеханічні інструменти Гаммонда за особливе враження й відчуття від гри. Органи Гаммонда і сьогодні користуються величезним попитом у музикантів.

## Виконавці

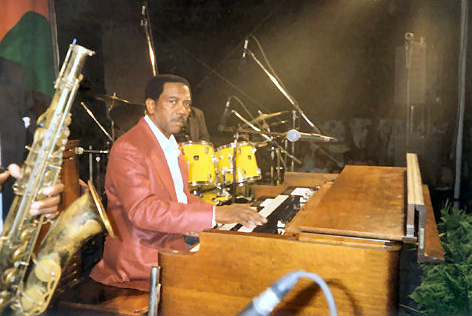
Джиммі Сміт за органом Гаммонда в 1950-х рр.

Серед перших виконавців на органі Гаммонда — Альберт Швейцер, Генрі Форд, Елеонора Рузвельт та Джордж Гершвін. Спочатку інструмент не був сприйнятий класичними органістами через точну синхронізацію у звучанні нот, віддалених на октаву, на відміну від класичних органів, які допускали певну розбіжність. Однак інструмент поступово став популярним серед джазменів, зокрема Етель Сміт, яка була відома як «перша леді органу Гаммонда», Фатс Воллер і граф Бейсі.
У 1950-х роках популярним виконавцем на органі Гаммонда був Джиммі Сміт, який виступав у складі тріо (з гітарою та барабанами). У 1950-х перейшов з фортепіано на орган Гаммонда «Брат» Джек Макдафф і регулярно гастролював з цим інструментом протягом 1960-х і 1970-х.  Наприкінці 1960-х орган Гаммонда стає ключовим інструментом прогресивного року. Серед виконавців — Кіт Емерсон, відомий участю в гурті Emerson, Lake and Palmer, а також Род Аргенте (гурти The Zombies і Argent), Тоні Кей і Рік Вейкман (Yes, Кен Генслі (Uriah Heep), Річард Райт (Pink Floyd), Тоні Бенкс Genesis та інші.